# Которка (Яломіца)
Которка (рум. Cotorca) — село у повіті Яломіца в Румунії. Входить до складу комуни Чокирлія.
Село розташоване на відстані 58 км на північний схід від Бухареста, 60 км на північний захід від Слобозії, 129 км на південний захід від Галаца, 127 км на південний схід від Брашова.

## Населення
За даними перепису населення 2002 року у селі проживали 244 особи, з них 242 особи (99,2%) румунів. Рідною мовою 243 особи (99,6%) назвали румунську.